# Tuber oregonense
Tuber oregonense é uma espécie de trufa comestível do gênero Tuber. Descrita como nova para a ciência em 2010, essa espécie norte-americana é encontrada na costa oeste dos Estados Unidos, do norte da Califórnia ao sul da Colúmbia Britânica, a oeste da Cordilheira das Cascatas. Fungo micorrízico, ele cresce em associação simbiótica com abetos-de-douglas. Sua distribuição geográfica coincide parcialmente com a da espécie relacionada Tuber gibbosum, mas as duas têm períodos de crescimento distintos: T. oregonense geralmente aparece de outubro a março, enquanto T. gibbosum ocorre de janeiro a junho. Os ascomas do fungo têm forma aproximadamente esférica a irregular, semelhantes a pequenas batatas, com até 5 cm de diâmetro. Internamente, a gleba é inicialmente branca, tornando-se marmorizada em tons de bege com o amadurecimento. Os esporos, grandes, frequentemente com paredes espessas e altamente ornamentados, são produzidos em ascos esféricos de tamanho considerável. A trufa é muito valorizada por seu sabor e aroma. Alguns indivíduos relataram sucesso no cultivo dessas trufas em plantações de árvores de Natal (pinheiros, espruces e abetos).

## Taxonomia e filogenia
|  | \| \| Tuber gibbosum \| \| \| \| \| \| Tuber bellisporum \| \| \| \| |
|  |                                                                      |
|  | Tuber castellanoi                                                    |
|  |                                                                      |
|  | Tuber gibbosum                                                       |
|  |                                                                      |
|  | Tuber bellisporum                                                    |
|  |                                                                      |

|  | Tuber gibbosum    |
|  |                   |
|  | Tuber bellisporum |
|  |                   |

|  | \| \| Tuber gibbosum \| \| \| \| \| \| Tuber bellisporum \| \| \| \| |
|  |                                                                      |
|  | Tuber castellanoi                                                    |
|  |                                                                      |
|  | Tuber gibbosum                                                       |
|  |                                                                      |
|  | Tuber bellisporum                                                    |
|  |                                                                      |

|  | Tuber gibbosum    |
|  |                   |
|  | Tuber bellisporum |
|  |                   |

|  | Tuber sphaerosporum                                            |
|  |                                                                |
|  | \| \| Tuber anniae \| \| \| \| \| \| Tuber borchii \| \| \| \| |
|  |                                                                |
|  | Tuber anniae                                                   |
|  |                                                                |
|  | Tuber borchii                                                  |
|  |                                                                |

|  | Tuber anniae  |
|  |               |
|  | Tuber borchii |
|  |               |

|  | \| \| Tuber gibbosum \| \| \| \| \| \| Tuber bellisporum \| \| \| \| |
|  |                                                                      |
|  | Tuber castellanoi                                                    |
|  |                                                                      |
|  | Tuber gibbosum                                                       |
|  |                                                                      |
|  | Tuber bellisporum                                                    |
|  |                                                                      |

|  | Tuber gibbosum    |
|  |                   |
|  | Tuber bellisporum |
|  |                   |

|  | \| \| Tuber gibbosum \| \| \| \| \| \| Tuber bellisporum \| \| \| \| |
|  |                                                                      |
|  | Tuber castellanoi                                                    |
|  |                                                                      |
|  | Tuber gibbosum                                                       |
|  |                                                                      |
|  | Tuber bellisporum                                                    |
|  |                                                                      |

|  | Tuber gibbosum    |
|  |                   |
|  | Tuber bellisporum |
|  |                   |

|  | Tuber sphaerosporum                                            |
|  |                                                                |
|  | \| \| Tuber anniae \| \| \| \| \| \| Tuber borchii \| \| \| \| |
|  |                                                                |
|  | Tuber anniae                                                   |
|  |                                                                |
|  | Tuber borchii                                                  |
|  |                                                                |

|  | Tuber anniae  |
|  |               |
|  | Tuber borchii |
|  |               |

|  | \| \| Tuber gibbosum \| \| \| \| \| \| Tuber bellisporum \| \| \| \| |
|  |                                                                      |
|  | Tuber castellanoi                                                    |
|  |                                                                      |
|  | Tuber gibbosum                                                       |
|  |                                                                      |
|  | Tuber bellisporum                                                    |
|  |                                                                      |

|  | Tuber gibbosum    |
|  |                   |
|  | Tuber bellisporum |
|  |                   |

|  | \| \| Tuber gibbosum \| \| \| \| \| \| Tuber bellisporum \| \| \| \| |
|  |                                                                      |
|  | Tuber castellanoi                                                    |
|  |                                                                      |
|  | Tuber gibbosum                                                       |
|  |                                                                      |
|  | Tuber bellisporum                                                    |
|  |                                                                      |

|  | Tuber gibbosum    |
|  |                   |
|  | Tuber bellisporum |
|  |                   |

|  | Tuber sphaerosporum                                            |
|  |                                                                |
|  | \| \| Tuber anniae \| \| \| \| \| \| Tuber borchii \| \| \| \| |
|  |                                                                |
|  | Tuber anniae                                                   |
|  |                                                                |
|  | Tuber borchii                                                  |
|  |                                                                |

|  | Tuber anniae  |
|  |               |
|  | Tuber borchii |
|  |               |

|  | \| \| Tuber gibbosum \| \| \| \| \| \| Tuber bellisporum \| \| \| \| |
|  |                                                                      |
|  | Tuber castellanoi                                                    |
|  |                                                                      |
|  | Tuber gibbosum                                                       |
|  |                                                                      |
|  | Tuber bellisporum                                                    |
|  |                                                                      |

|  | Tuber gibbosum    |
|  |                   |
|  | Tuber bellisporum |
|  |                   |

|  | \| \| Tuber gibbosum \| \| \| \| \| \| Tuber bellisporum \| \| \| \| |
|  |                                                                      |
|  | Tuber castellanoi                                                    |
|  |                                                                      |
|  | Tuber gibbosum                                                       |
|  |                                                                      |
|  | Tuber bellisporum                                                    |
|  |                                                                      |

|  | Tuber gibbosum    |
|  |                   |
|  | Tuber bellisporum |
|  |                   |

|  | Tuber sphaerosporum                                            |
|  |                                                                |
|  | \| \| Tuber anniae \| \| \| \| \| \| Tuber borchii \| \| \| \| |
|  |                                                                |
|  | Tuber anniae                                                   |
|  |                                                                |
|  | Tuber borchii                                                  |
|  |                                                                |

|  | Tuber anniae  |
|  |               |
|  | Tuber borchii |
|  |               |

|  | \| \| Tuber gibbosum \| \| \| \| \| \| Tuber bellisporum \| \| \| \| |
|  |                                                                      |
|  | Tuber castellanoi                                                    |
|  |                                                                      |
|  | Tuber gibbosum                                                       |
|  |                                                                      |
|  | Tuber bellisporum                                                    |
|  |                                                                      |

|  | Tuber gibbosum    |
|  |                   |
|  | Tuber bellisporum |
|  |                   |

|  | \| \| Tuber gibbosum \| \| \| \| \| \| Tuber bellisporum \| \| \| \| |
|  |                                                                      |
|  | Tuber castellanoi                                                    |
|  |                                                                      |
|  | Tuber gibbosum                                                       |
|  |                                                                      |
|  | Tuber bellisporum                                                    |
|  |                                                                      |

|  | Tuber gibbosum    |
|  |                   |
|  | Tuber bellisporum |
|  |                   |

|  | Tuber sphaerosporum                                            |
|  |                                                                |
|  | \| \| Tuber anniae \| \| \| \| \| \| Tuber borchii \| \| \| \| |
|  |                                                                |
|  | Tuber anniae                                                   |
|  |                                                                |
|  | Tuber borchii                                                  |
|  |                                                                |

|  | Tuber anniae  |
|  |               |
|  | Tuber borchii |
|  |               |

|  | \| \| Tuber gibbosum \| \| \| \| \| \| Tuber bellisporum \| \| \| \| |
|  |                                                                      |
|  | Tuber castellanoi                                                    |
|  |                                                                      |
|  | Tuber gibbosum                                                       |
|  |                                                                      |
|  | Tuber bellisporum                                                    |
|  |                                                                      |

|  | Tuber gibbosum    |
|  |                   |
|  | Tuber bellisporum |
|  |                   |

|  | \| \| Tuber gibbosum \| \| \| \| \| \| Tuber bellisporum \| \| \| \| |
|  |                                                                      |
|  | Tuber castellanoi                                                    |
|  |                                                                      |
|  | Tuber gibbosum                                                       |
|  |                                                                      |
|  | Tuber bellisporum                                                    |
|  |                                                                      |

|  | Tuber gibbosum    |
|  |                   |
|  | Tuber bellisporum |
|  |                   |

|  | Tuber sphaerosporum                                            |
|  |                                                                |
|  | \| \| Tuber anniae \| \| \| \| \| \| Tuber borchii \| \| \| \| |
|  |                                                                |
|  | Tuber anniae                                                   |
|  |                                                                |
|  | Tuber borchii                                                  |
|  |                                                                |

|  | Tuber anniae  |
|  |               |
|  | Tuber borchii |
|  |               |

|  | \| \| Tuber gibbosum \| \| \| \| \| \| Tuber bellisporum \| \| \| \| |
|  |                                                                      |
|  | Tuber castellanoi                                                    |
|  |                                                                      |
|  | Tuber gibbosum                                                       |
|  |                                                                      |
|  | Tuber bellisporum                                                    |
|  |                                                                      |

|  | Tuber gibbosum    |
|  |                   |
|  | Tuber bellisporum |
|  |                   |

|  | \| \| Tuber gibbosum \| \| \| \| \| \| Tuber bellisporum \| \| \| \| |
|  |                                                                      |
|  | Tuber castellanoi                                                    |
|  |                                                                      |
|  | Tuber gibbosum                                                       |
|  |                                                                      |
|  | Tuber bellisporum                                                    |
|  |                                                                      |

|  | Tuber gibbosum    |
|  |                   |
|  | Tuber bellisporum |
|  |                   |

|  | Tuber sphaerosporum                                            |
|  |                                                                |
|  | \| \| Tuber anniae \| \| \| \| \| \| Tuber borchii \| \| \| \| |
|  |                                                                |
|  | Tuber anniae                                                   |
|  |                                                                |
|  | Tuber borchii                                                  |
|  |                                                                |

|  | Tuber anniae  |
|  |               |
|  | Tuber borchii |
|  |               |

|  | \| \| Tuber gibbosum \| \| \| \| \| \| Tuber bellisporum \| \| \| \| |
|  |                                                                      |
|  | Tuber castellanoi                                                    |
|  |                                                                      |
|  | Tuber gibbosum                                                       |
|  |                                                                      |
|  | Tuber bellisporum                                                    |
|  |                                                                      |

|  | Tuber gibbosum    |
|  |                   |
|  | Tuber bellisporum |
|  |                   |

|  | \| \| Tuber gibbosum \| \| \| \| \| \| Tuber bellisporum \| \| \| \| |
|  |                                                                      |
|  | Tuber castellanoi                                                    |
|  |                                                                      |
|  | Tuber gibbosum                                                       |
|  |                                                                      |
|  | Tuber bellisporum                                                    |
|  |                                                                      |

|  | Tuber gibbosum    |
|  |                   |
|  | Tuber bellisporum |
|  |                   |

|  | Tuber sphaerosporum                                            |
|  |                                                                |
|  | \| \| Tuber anniae \| \| \| \| \| \| Tuber borchii \| \| \| \| |
|  |                                                                |
|  | Tuber anniae                                                   |
|  |                                                                |
|  | Tuber borchii                                                  |
|  |                                                                |

|  | Tuber anniae  |
|  |               |
|  | Tuber borchii |
|  |               |

A espécie foi oficialmente descrita e nomeada em um artigo de 2010 publicado na revista Mycologia, embora o nome Tuber oregonense já tivesse sido usado provisoriamente (como Tuber oregonense Trappe & Bonito) em guias de campo americanos e outras publicações populares por vários anos. O holótipo foi coletado no condado de Benton, Oregon, em 3 de fevereiro de 2007, ao longo da U.S. Route 20.
O epíteto específico oregonense deriva do nome Oregon e do sufixo do latim -ense (relativo a), em referência ao oeste de Oregon como a região central de sua abundância. O especialista em trufas James Trappe inicialmente pretendia nomear a espécie como uma variedade de T. gibbosum (como Tuber gibbosum var. oregonense) antes que análises moleculares revelassem diferenças genéticas suficientes para justificar sua distinção como espécie.
Tuber oregonense faz parte do clado Gibbosum do gênero Tuber, que inclui espécies com "espessamentos peculiares nas paredes das hifas emergentes da superfície do perídio na maturidade".

## Descrição
Os ascomas de T. oregonense são hipógeos (crescem no solo), com 0,5 a 5 cm de largura, embora espécimes de até 7,5 cm tenham sido registrados. Os espécimes menores são esféricos ou quase esféricos, com sulcos aleatórios; os maiores têm forma mais irregular, lobada e profundamente sulcada. Ascomas jovens possuem um perídio branco, que, com a maturação, desenvolve manchas vermelhas a marrom-avermelhadas ou marrom-alaranjadas; com o tempo, torna-se marrom-alaranjado a marrom-avermelhado, frequentemente com rachaduras na superfície. O perídio tem 0,2–0,4 mm de espessura, com textura que varia de relativamente lisa a coberta por pequenos "pelos" mais densos nos sulcos e mais esparsos nos lobos expostos. A gleba é sólida; em ascomas jovens, é esbranquiçada, marmorizada com veias brancas, estreitas e repletas de hifas, que se estendem pelo perídio até sua superfície. Na maturidade, a gleba torna-se marrom-claro a marrom devido à cor dos esporos, mas as veias marmorizadas permanecem brancas. O odor e o sabor da carne são suaves na juventude, mas logo se tornam intensos, pungentes e complexos, com características típicas de trufas.

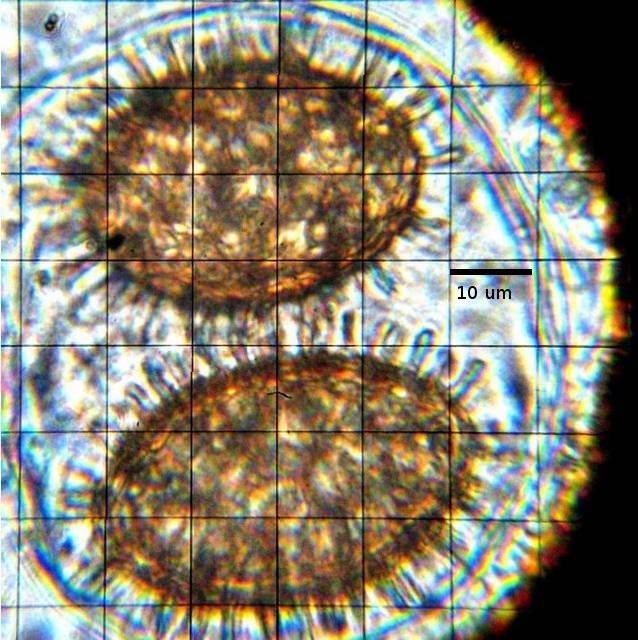
Um asco com dois esporos; os esporos elipsoides têm uma superfície em forma de favo ornamentada com numerosos espinhos.

Os esporos são elipsoides a ligeiramente fusiformes, com extremidades afiladas, de cor marrom-clara. O tamanho dos esporos varia dependendo do tipo de asco em que se desenvolvem: em ascos com um esporo, medem 42,5–62,5 por 17,5–30 μm; com dois esporos, 32,5–50 por 15–25 μm; com três esporos, 27,5–45 por 15–25 μm; com quatro esporos, 25–38,5 por 13–28 μm; com cinco esporos, 28–34 por 22–25 μm (tamanhos excluindo ornamentação superficial). As paredes dos esporos têm 2–3 μm de espessura e são cobertas por uma rede alveolar em forma de favo. As cavidades do favo geralmente têm cinco ou seis lados, com espinhos de 5–7 μm de altura por 0,5 μm de espessura nos vértices. Um "microretículo" pode ser observado em alguns esporos quando o microscópio óptico é focado na seção transversal óptica, mas não na superfície da parede do esporo, ou em micrografias de microscopia eletrônica de varredura. Ascos jovens variam de esféricos a amplamente elipsoides, ovóides ou piriformes; às vezes, a base do asco é estreitada como um estipe, medindo até 15 por 7 μm. Ascos maduros são esféricos a amplamente elipsoides ou deformados pela pressão dos esporos no interior. São hialinos (translúcidos), de paredes finas, medem 60–85 por 65–75 μm, contêm 1 a 4 (ocasionalmente 5) esporos e são astipitados (sem estipe) na maturidade.
A peridiopellis (cutícula do perídio) tem 200–300 μm de espessura, com variação de ±80 μm, composta por hifas entrelaçadas de 3–5 μm (às vezes até 10 μm) de largura. As células são curtas, com paredes quase hialinas de 0,5–1 μm de espessura; as veias internas emergem pelo perídio, frequentemente formando um tecido localizado de células arredondadas de até 12 μm de largura. A presença de "pelos" finos na superfície varia; esses pelos são formados por hifas entrelaçadas e pontas hifais de paredes finas, com 2–5 μm de diâmetro, algumas lisas, outras com superfícies granuladas ou com paredes moniliformes (semelhantes a um colar de contas) com espessamentos hialinos irregulares de 0,5–2 μm. A subpelis (camada de tecido imediatamente abaixo da pelis) é distinta da pelis, com 150–220 μm de espessura, composta por hifas entrelaçadas, quase hialinas, de paredes finas, com 2–10 μm de largura, e células esparsas infladas até 15 μm. A gleba é formada por hifas entrelaçadas, hialinas, de paredes finas, com 2–7 μm de largura, e células esparsas infladas até 15 μm.

### Espécies semelhantes

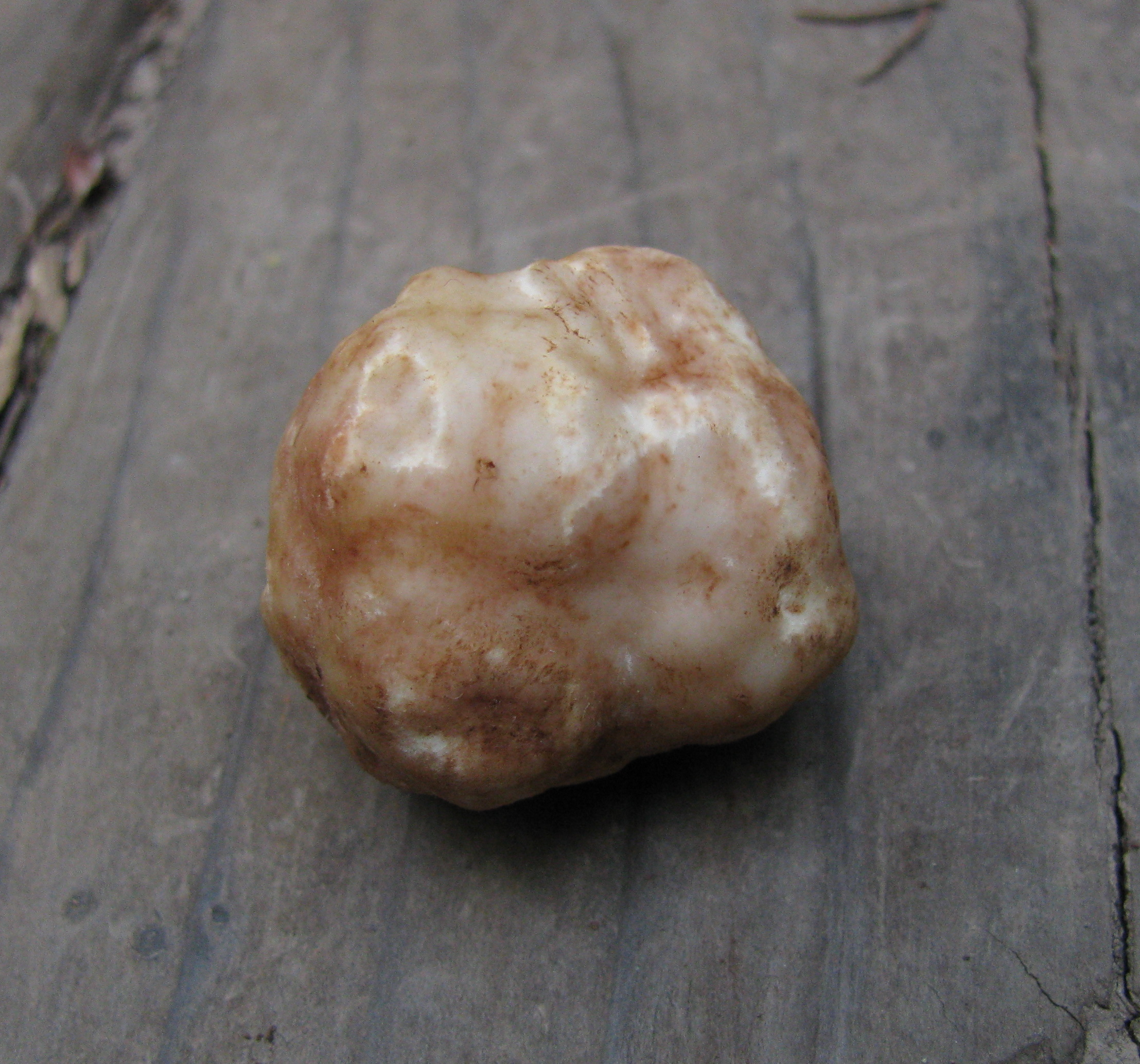
T. gibbosum é muito semelhante em aparência, mas é colhida em uma estação diferente.

Tuber oregonense é muito semelhante a T. gibbosum, que cresce nos mesmos habitats, mas pode ser distinguida pela estrutura do perídio e pelas diferenças no tamanho e forma dos esporos. Além disso, T. gibbosum é colhida de janeiro a junho. Outra espécie semelhante é Elaphomyces granulatus.

### Comestibilidade
Tuber oregonense é uma espécie comestível de alta qualidade. Seu odor foi descrito como "trufado", uma combinação complexa de alho, especiarias, queijo e "outras essências indefiníveis"; o fungo é valorizado por coletores comerciais e consumidores devido ao seu intenso aroma. Por crescerem no solo superficial e entre gravetos, essas trufas têm um perfil de sabor mais "floral" e "herbal" do que as trufas europeias relacionadas.

## Ecologia, habitat e distribuição
Como todas as espécies de Tuber, T. oregonense é micorrízica. Cresce a oeste das Cordilheiras das Cascatas, desde a região sul de Puget Sound, em Washington, até o sudoeste de Oregon, em elevações que variam do nível do mar até 425 m, em florestas puras de Pseudotsuga menziesii com até 100 anos de idade, ou em florestas mistas de Pseudotsuga com Tsuga heterophylla, Picea sitchensis ou espécies de Alnus. A espécie tem sido colhida comercialmente no noroeste do Pacífico desde a década de 1980. O Festival de Trufas de Oregon, realizado anualmente em Eugene, Oregon, desde 2006, coincide com a maturação das trufas no final de janeiro, oferecendo atividades como seminários de cultivo e excursões de caça às trufas. Os ascomas são produzidos de setembro até meados de março. O fungo é um componente importante da dieta de esquilos voadores do norte (Glaucomys sabrinus [en]), constituindo a maior parte de sua alimentação em certos períodos do ano.
Alguns indivíduos afirmaram ter tido sucesso no cultivo de trufas em fazendas de árvores de Natal em Oregon. As técnicas relatadas envolvem a inoculação do solo sob jovens abetos-de-douglas com uma suspensão de trufas trituradas misturadas em água ou fezes de animais alimentados com trufas, mas não há evidências concretas de que esses métodos possam estabelecer novas inoculações ou aumentar a produtividade das existentes.